# Draumur um Nínu
"Draumur um Nínu" (tradução portuguesa: "Um sonho sobre Nina" ) foi a canção que representou a Islândia no  Festival Eurovisão da Canção 1991, também conhecida apenas como "Nína" . Foi interpretada em islandês por Eyjólfur Kristjánsson e Stefán Hilmarsson através do nome  "Stefán & Eyfi". Se bem que a canção ficasse mal classificada na Eurovisão (15.º lugar) , o certo é que permanece como uma das canções islandesas mais populares  de todos os tempos, sendo ainda tocada nas rádios, bares e clubes noturnos  daquele país. Foi a segunda canção a ser interpretada na noite do evento, a seguir à canção jugoslava "Brazil e antes da canção maltesa "Could It Be", interpretada por Georgina Abela e Paul Giordimana. Terminou a competição em 15.º lugar, tendo recebido 26 pontos. Em 2002, Eyjólfur e Stefán interpretaram esta canção mo Teatro da Cidade de Reykjavík. O concerto foi gravado e lançado um CD. 

## Autores
- Letra e música: Eyjólfur Kristjánsson
- Orquestrador: Jón Ólafsson

## Letra
A canção, com uma introdução de piano, é uma balada, com os cantores expressando o seu amor por Nina. Parece que ela nunca esteve com eles, a razão para tal não é referida na letra.